# لوبینیتسه
لوبینیتسه (به چکی: Luběnice) یک منطقهٔ مسکونی در جمهوری چک است که در منطقه‌ی اولوموتس واقع شده‌است.
 لوبینیتسه ۲٫۷۵ کیلومتر مربع مساحت و ۴۴۴ نفر جمعیت دارد و ۲۲۴ متر بالاتر از سطح دریا واقع شده‌است.